# Dercas nina
Dercas nina is een vlindersoort uit de familie van de Pieridae (witjes), onderfamilie Coliadinae.
Dercas nina werd in 1913 beschreven door Mell.